# Предавател Вакарел
Предавател Вакарел e радиопредавателна станция (РПС), обозначавана като РПС София-5 – с. Вакарел, 75 kW. Тя е основен предавател на българското радио в продължение на 77 години.
Намира на около 2 km от с. Вакарел. Разположена е на 900 m надморска височина. Ромбоидната предавателна антена е построена през 1937 г. от германската фирма „Телефункен“.
Височината ѝ е 215 m а теглото 130 тона. Предавателят, който работи до последно, е лампов, модел ДСВ-150, съветско производство. Състои се от 2 блока по 75 kW всеки, които могат да работят както поотделно, така и на пълна мощност – 150 kW.
РПС Вакарел излъчва Програма Хоризонт и Парламентарен канал на БНР до 1 януари 2015 г., когато радиопредавателната станция е изключена в 24:00 българско време.
В интернет се организира протестна група, която създава страницата „Да спасим РПС Вакарел“, както и подписка за петиция в нейна защита.
Антената на РПС Вакарел е унищожена на 16 септември 2020 г.

## Вътрешна уредба
Начинът на модулиране, който се използва от предавателя във Вакарел, се нарича модулация на решетково напрежение и се прилага успешно при всички мощни предаватели по онова време. Захранването на радиопредавател Вакарел с електрическа енергия се осъществява от подстанция в Самоков по далекопровод за средно напрежение. Самият предавател образува 6 стъпала на усилване. Първото стъпало се състои от една радиолампа, в която се създава променлив ток с честота 850 Khz (носещата честота). Електрическите колебания от анодния кръг на лампата се предават по индуктивен път последователно на второто и третото стъпало, като токовете в тях само се усилват, без други пробразувания.
Едва в четвъртото, модулационното стъпало, се измененя и амплитудата на токовете в такт с говор и музика. Аудио записите са пренасяни до предавателя с подземен комуникационен кабел от студиото на радиото в София. Поради голямото разстояние от почти 36 km, сигналът се усилва и в двата му края от отделни блокове.
Петото стъпало се състои от 6 предавателни лампи, 2 от които в резерв, а 4 могат да се включват при нужда.
Последното 6-о стъпало се състои от 4 големи предадавателни лампи, усилващи мощността до 100 Kw. Енергията се филтрира от силов трептящ кръг и с фидер се захранва антената, която се крепи върху стеатитов изолатор в основата и 4 опъвателни въжета.